# Joseph Rivière (homme politique, 1914-1984)
Ne pas confondre avec Joseph Rivière.
Pour les articles homonymes, voir Joseph Rivière et Rivière (homonymie).
Joseph Rivière, né le 6 décembre 1914 à Montagny (Loire) et mort le 4 octobre 1984 à Tarare (Rhône), est un homme politique français.

## Biographie
Il est issu d'une famille paysanne et catholique.
Joseph Rivière est le fils de Jean-Baptiste Rivière (1870-1955), directeur d'école et de Clothilde Poulette (1876-1955). Il est le frère cadet de Paul Rivière (1912-1998), Compagnon de la Libération, résistant et homme politique.
Il fait ses études primaires à l'école primaire de Montagny puis à l'école Gerson de Lyon. Joseph Rivière est titulaire d'un brevet élémentaire et d'un BEP. De 1934 à 1935, il effectue son service militaire, puis s'installe ensuite à Tarare où il devient instituteur dans l’enseignement privé. Très sportif, il est notamment moniteur de la société de gymnastique de Tarare de 1938 à 1941.
Il participa très tôt à la Résistance lyonnaise et rejoint en 1943, les Forces françaises combattantes. Après la Libération, il travaille dans les assurances dont il devient inspecteur puis agent général.
Joseph Rivière est élu conseiller municipal de Tarare le 29 avril 1945 et fut maire de cette ville d'octobre 1947 au 21 mars 1971. De 1945 à 1982, il est conseiller général du canton de Tarare. C'est à ce titre qu'il fut nommé conseiller régional de Rhône-Alpes de 1976 à 1982.Il se présente aux élections législatives de novembre 1958 dans la 9e circonscription du Rhône comme candidat républicain populaire dissident, il défie le président départemental du MRP et député sortant Jean Villard. Il crée la surprise au 1er tour en obtenant 41,1 % des voix, tandis que Jean Villard ne recueille que 36,2 % des voix et le candidat communiste 10,9 %. Au 2e tour, au terme d'une triangulaire, il est élu député avec 47,2 % des voix. Il s’inscrit au groupe des Républicains populaires et du centre démocratique. Pendant son mandat, Joseph Rivière rejoint la Commission des affaires culturelles, familiales et sociales. Il est également nommé membre de la Commission spéciale chargée d’examiner le projet de loi relatif au droit de préemption dans les zones à urbaniser en priorité et dans les zones d’aménagement différé et de la Commission supérieure des allocations familiales.
Joseph Rivière se présente à sa propre succession aux élections législatives de 1962 et retrouve son siège dès le premier tour avec 63,3 % des voix contre seulement 14,4 % et 10,9 % des suffrages aux candidats CNI et communiste. Il s’inscrit au groupe du Centre démocratique. Il rejoint la Commission de la production et des échanges.
Joseph Rivière se représente aux élections législatives de 1967. Avec 39,9 % des voix, le député sortant devance son adversaire socialiste Georges Vinson (24,3 %) mais subit la candidature d’un démocrate-chrétien dissident, Georges Goutagneux qui rassemble quelque 24 %. Le maintien de ce dernier au second tour prive d’importantes réserves de voix Joseph Rivière qui ne recueille que 41,5 % des voix et un point de moins que le candidat socialiste qui l’emporte.
La traversée du désert est de courte durée puisque la dissolution de l’Assemblée nationale décidée par le général de Gaulle permet à Joseph Rivière d’être de nouveau candidat lors des élections législatives de 1968. Avec 43,4 % des voix, il s’impose nettement face au député socialiste sortant qui ne recueille que 34,1 % des voix. Au second tour, avec 51 % des voix, il l’emporte sur Georges Vinson.
Il s’apparente au groupe UDR le 11 juillet 1968 et est élu secrétaire de l’Assemblée nationale le 2 avril 1969. Il est par ailleurs nommé membre de la Commission de la production et des échanges le 13 juillet 1968, de celle des lois constitutionnelles, de la législation et de l’administration générale de la République le 3 avril 1969 puis de celle de la production et des échanges à partir du 2 avril 1970 jusqu’à la fin de la législature.
Joseph Rivière meurt le 3 octobre 1984 à Tarare. Il est inhumé au cimetière de Tarare.

## Vie privée
Le 31 juillet 1939, il épouse Marguerite Putinier.
De ce mariage naîtront six enfants :
- Bernadette Rivière mariée avec Jean-Michel Poulet.
- Marie-France Rivière.
- Dominique Rivière.
- Marie-José Rivière mariée avec Henri Charrondière.
- Bruno Rivière.
- Maryvonne Rivière mariée avec Philippe Valla.

## Mandats

### Mandats parlementaires
- 30 novembre 1958 - 9 octobre 1962 : Député de la 9e circonscription du Rhône
- 18 novembre 1962 - 2 avril 1967 : Député de la 9e circonscription du Rhône
- 30 juin 1968 - 1er avril 1973 : Député de la 9e circonscription du Rhône

### Mandats locaux
- 1945 - 1982 : Conseiller général du canton de Tarare
- 29 avril 1945 - octobre 1947 : Conseiller municipal de Tarare
- octobre 1947 - 21 mars 1971 : Maire de Tarare

### Mandat régional
- 1976 - 1982 : Conseiller régional de Rhône-Alpes

### Autre mandat
- 1953 - 1983 : Président du SIE de Tarare (syndicat mixte de l'eau)[4]

## Distinctions et honneurs

### Décorations françaises
- Officier de la Légion d'honneur
- Croix de guerre 1939-1945
- Médaille de la Résistance française (avec rosette)

### Hommages
- L'Avenue "Joseph-Rivière" à Tarare est nommé en son honneur